# 国塩耕一郎
国塩 耕一郎（くにしお こういちろう、1905年（明治38年）9月6日 - 1986年（昭和61年）6月7日）は、昭和期の内務・警察官僚、実業家。最後の官選茨城県知事、日本音楽著作権協会理事長。

## 経歴
岡山県赤磐郡（後の山陽町、現在の赤磐市）で、国塩達太の長男として生まれる。静岡県立静岡中学校、第一高等学校を卒業。1928年（昭和3年）10月、高等試験行政科試験に合格。1929年（昭和4年）東京帝国大学法学部政治学科を卒業。内務省に入省し広島県属となる。
以後、地方警視・愛知県警察部保安課長を経て、1935年（昭和10年）8月、警視庁警視・保安課長に就任。警官音楽隊（警視庁音楽隊）を創設した。1937年（昭和12年）7月21日、内務省警保局図書課勤務となりプラーゲ旋風への対策に当たる。内務省警保局では著作権を担当し、著作権仲介業務団体の存立基盤である「著作権ニ関スル仲介業務ニ関スル法律」（昭和14年制定）を立案し、この法律に基づくJASRAC（当時の名称は「大日本音楽著作権協会」）の成立に深く関わった。JASRACの生みの親と言える。さらに、情報局勤務、厚生省勤労局配置課長などを歴任。
厚生省職業局技能課長に在任の1943年（昭和18年）夏、軍用石油の確保のため100トン級小型木造船の大船団による石油輸送計画を立てた人物が、木造船建造のための技術者の確保について依頼してきた。国塩が艦政本部に伝えると、木造小型船で荒天の南シナ海を航行するのは無理と反対され、そのことを依頼者に伝えると、艦政本部や政府の行政まで批判してきた。国塩が反論すると、後日、東京憲兵隊に連行され「東條内閣を打破せよと叫んだのは本当か」と尋問された。国塩は政府の戦争遂行政策への疑問をいだくようになり、同年末に辞表を提出し1944年（昭和19年）7月に退官した。
終戦を迎え、戦後の混乱収拾のため官界に復帰を決意し、1945年（昭和20年）9月、広島県教育民生部長に就任。終戦連絡中央事務局部長を経て、1947年（昭和22年）3月14日、茨城県知事に就任。県議会議員選挙、知事選挙などを執行して同年4月12日に知事を退任。同年7月2日、経済安定本部監査局長に就任。1948年（昭和23年）8月1日、中央経済調査庁査察部長に就任し1949年（昭和24年）12月22日に退官した。
その後、日本音楽著作権協会会長、同理事長、同顧問、ニッタ相談役、チヨダシューズ取締役などを務めた。
1960年（昭和35年）11月20日執行の第29回衆議院議員総選挙に静岡県第1区から民主社会党公認で立候補したが落選した。

## 人物
趣味は野球、西洋音楽、碁。宗教は日蓮宗。住所は東京都武蔵野市吉祥寺、世田谷区中町。

## 家族・親族
国塩家
- 父・達太（岡山県人）[2][11]
- 妻・よし子（1913年 - ?、大阪、新田宗一の長女）[2][11]
- 長女、二女、三女[2][11]
- 長男[2]

親戚
- 妻の妹の夫の父・高橋守雄（警視総監）[12]
- 妻の妹の夫・高橋通敏[12]（外務省条約局長、エジプト大使）
- 義父・新田宗一（新田帯革製造所会長）[12]
- 妻の弟・新田元温（新田ベルト取締役）[12]

## 著作
- 『近代社会思想の解説』松華堂書店、1933年。
- 国塩他『最新警察教科書』法制時報社、1933年。
- 『決戰國民動員』同盟戰時特輯;20、同盟通信社、1944年。
- 『国塩耕一郎著作権論文集』日本音楽著作権協会、1987年。

訳書
- 『職業檢査』技能研究資料;第1輯 職業協會、1941年。